# Yí
Yí (Río Yí in lingua spagnola) è un fiume dell'Uruguay, affluente del Río Negro. Nasce nei pressi della località di Cerro Chato, nella catena collinare della Cuchilla Grande.